# Morado (heráldica)

Armas personales de Isabella Mylberry, hija ilegítima de Eduardo IV de Inglaterra. Este escudo luce la rosa blanca emblemática de la Casa de York —a la cual pertenecían Isabella y su padre— y también los colores de la librea de esa dinastía: azur y morado.

En heráldica, morado (murrey en inglés) es la denominación de un color rojo purpúreo oscuro. Es muy poco utilizado, y su uso se limita a las armerías de las naciones angloparlantes. Se origina en el color heráldico sanguíneo, al que se parece.

## Etimología y origen

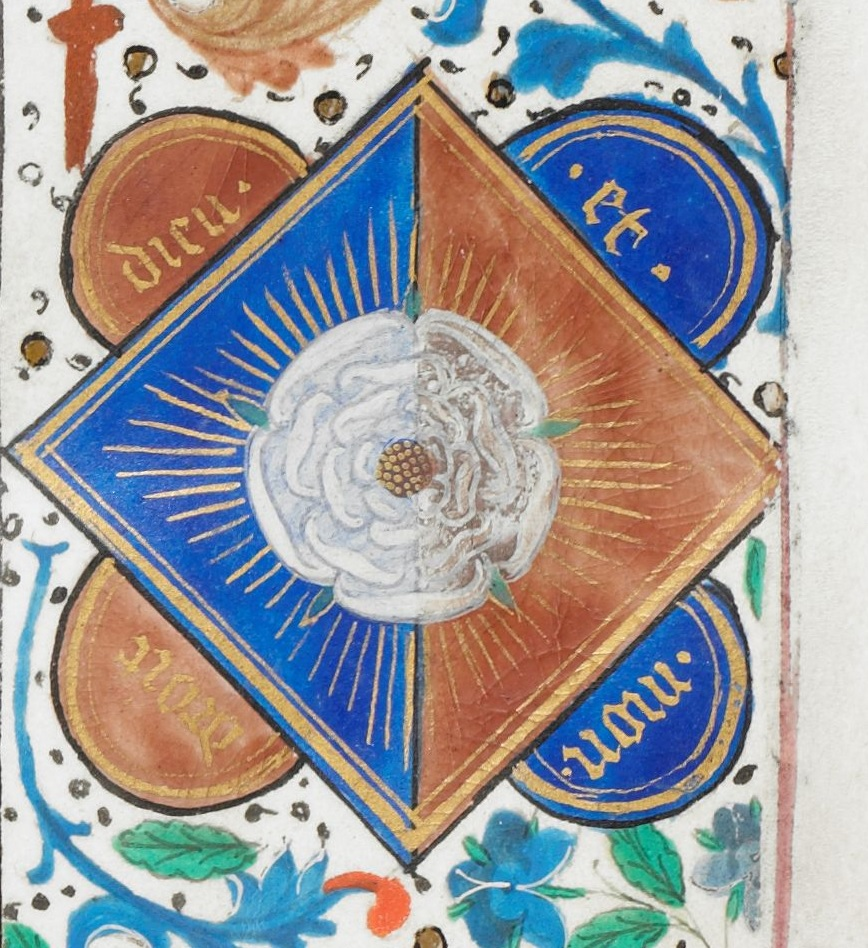
Este detalle de un borde ornamentado, pintado a mano, de una página del Speculum historiale de Vicente de Beauvais (c. 1478-1480), muestra el aspecto original del morado de la Casa de York

En la heráldica occidental, los colores universalmente aceptados son siete: oro, plata, gules, azur, sable, sinople y púrpura. Los demás esmaltes y metales son de invención posterior y suelen restringirse a la heráldica de determinada nación o región; tal es el caso del morado.
En inglés, los colores heráldicos llevan nombres derivados de la heráldica francesa, excepto el morado (murrey) y el sanguíneo (sanguine), cuyos nombres son denominaciones cromáticas que eran de uso común en el idioma inglés al momento del establecimiento del color heráldico sanguíneo, que precede al morado.
La denominación de color murrey hace su aparición en el inglés medio durante el siglo XV y proviene del anglo–francés muré; este del latín medieval moratum (de moratus, ‘color de mora’), y este del latín morum, ‘mora’. A lo largo del tiempo, el color murrey de uso habitual fue descrito como morado, rojo oscuro, pardo rojizo oscuro e incluso marrón oscuro, y hacia 1890 la adjetivación de color murrey era considerada obsoleta. Antiguamente se la usó para describir al color heráldico sanguíneo (sanguine), pero alrededor de 1820 ya se hablaba de un color heráldico independiente con el nombre de murrey. Actualmente se considera que el color heráldico murrey es más o menos morado, y que el sanguine es rojo oscuro.

## Usos y representación

Morado heráldico y patrón de rayado que se usa para representarlo cuando no se dispone de colores

En la heráldica inglesa este color no se considera esmalte, metal ni forro, sino que se encuentra en una categoría aparte denominada «mancha» (stain), junto con otros dos colores: el leonado (tenné) y el sanguíneo (sanguine). Algunos heraldistas, históricamente, señalaron que estas «manchas» eran los colores indicados para agregar a los escudos brisuras denotativas de infamia, pero otros autores, al no haber encontrado ejemplos de lo antedicho, dudan de que alguna vez estas brisuras se hayan llevado a la práctica. Por otra parte, el morado se ha usado de la misma manera que los demás colores heráldicos, sin que parezca tener connotaciones infamantes.
La coloración del morado heráldico no se encuentra definida con exactitud, por lo que su tono y matiz quedan a criterio del artista heráldico. Se recomienda, sin embargo, que el color empleado sea intenso y fiel a su naturaleza, a riesgo de que pueda confundirse con otro color heráldico, como el púrpura o el sanguíneo. Para la coloración de la muestra de morado que se ve a la derecha se ha seguido el criterio de la Heraldry Society, organización heraldista fundada por John Brooke-Little, Rey de Armas Clarenceux (Inglaterra).